# Ел Потреро Гранде (Гвачинанго)
Ел Потреро Гранде (шп. El Potrero Grande) насеље је у Мексику у савезној држави Халиско у општини Гвачинанго. Насеље се налази на надморској висини од 1358 м.

## Становништво
Према подацима из 2010. године у насељу је живело 5 становника.

### Хронологија
| Година       | 2000         | 2005       | 2010 |
| ------------ | ------------ | ---------- | ---- |
| Становништво | 47 (21 / 26) | 13 (5 / 8) | 5    |

### Попис
| # | Индикатор                     | Вредност |
| - | ----------------------------- | -------- |
| 1 | Укупно домаћинстава           | 19       |
| 2 | Укупно насељених домаћинстава | 1        |
| 3 | Величина локације             | 1        |